# Cheilanthes laciniata
Cheilanthes laciniata är en kantbräkenväxtart som beskrevs av Sod. Cheilanthes laciniata ingår i släktet Cheilanthes och familjen Pteridaceae. Inga underarter finns listade.